# 篠島王
篠島王（しのしまおう、生没年不詳）は、奈良時代から平安時代初期にかけての皇族。官位は正五位下・右大舎人頭。

## 経歴
天平神護3年（767年）称徳天皇が諸王のうちで働きを誉めるべき者や天皇自身が憐れに思う者に対して叙位を行った際、篠島王は无位から従五位下に叙爵された。
光仁朝末の宝亀10年（779年）少納言に任ぜられるが、天応元年（781年）桓武天皇の即位後まもなく伯耆守として地方官に転じる。延暦5年（786年）従五位上に叙せられる。延暦10年（791年）左大舎人頭次いで右大舎人頭と桓武朝半ばは京官を務め、延暦16年（797年）正五位下に至った。

## 官歴
『六国史』による。
- 天平神護3年（767年） 正月18日：従五位下（直叙）
- 宝亀10年（779年） 9月18日：少納言
- 天応元年（781年） 5月25日：伯耆守
- 延暦5年（786年） 正月7日：従五位上
- 延暦10年（791年） 3月21日：左大舎人頭。7月4日：右大舎人頭
- 延暦16年（797年） 正月7日：正五位下